# Bataille de Chilchonryang
Guerre Imjin
Batailles
- Okpo
- Chilchonryang
- Myong-Yang
- Ulsan
- No Ryang

La bataille de Chilchonryang se déroule le 15 juillet 1597 pendant la guerre Imjin. Après que l'amiral coréen Yi Sun-sin, craignant à juste titre un piège, a refusé d'attaquer la flotte japonaise, il est démis de ses fonctions et remplacé par l'amiral Won Gyun. Celui-ci emmène la flotte coréenne à la rencontre de l'ennemi et attaque une flotte japonaise bien supérieure en nombre près de Pusan. La bataille est un désastre total pour les Coréens qui perdent la quasi-totalité de leur flotte. Yi Sun-sin est alors rétabli à son poste et remporte quelques mois plus tard la bataille de Myong-Yang.

## Prélude
Un agent double est envoyé par les chefs japonais pour apporter de fausses informations à l'amiral Yi et l'attirer dans un piège où il pourrait être tué. Pendant un certain temps, l'agent double apporte ce qui semble être des informations importantes pour les Coréens.
À un moment donné, l'agent informe Gim Eung-seo, un commandant de la province de Gyeongsang, que Katō Kiyomasa prépare l'invasion de la Corée. L'agent rapporte le lieu exact et la date où la flotte japonaise viendra et insiste pour que l'amiral Yi sorte, intercepte la flotte japonaise et la détruise. Gim envoie le message au général Kwon Yul (en), qui le transmet à Séoul en mars 1597. Le roi Seonjo de Joseon ordonne à l'amiral Yi d'attaquer mais celui-ci refuse, semble-t-il parce qu'il n'a pas confiance en une unique lettre délivrée par un agent et le sentiment qu'il est incapable de se préparer au combat à temps. L'amiral Yi peut également croire qu'il y a un piège à Chilchonryang : cette dangereuse zone compte en effet de nombreux rochers tranchants.
À cause de son refus, le roi Seonjo ordonne que l'amiral Yi passe en cour martiale et que son procès se déroule à Séoul. En outre, Won Gyun accuse l'amiral de boisson et d'oisiveté. La peine de mort lui est épargnée en raison de ses antécédents au combat et du soutien du premier ministre Yu Seong-ryong (en). La décision de le destituer peut avoir affecté de façon importante d'autres événements historiques.

## Chilcheollyang
Won Gyun remplace l'amiral Yi comme commandant des forces navales de l'ensemble de la flotte coréenne. Won Gyun décide d'attaquer une grande flottille japonaise dont il ne connaît ni la taille, la force ou l'emplacement.
Il décide de chercher la marine ennemie avec toute la flotte coréenne que l'amiral Yi a soigneusement construite et renforcée. Won Gyun quitte Hansando le 27 août 1597 et rencontre rapidement une très grande flotte ennemie près de Busan. Won Gyun est saisi de voir la marine japonaise forte d'au moins 500 à 1 000 navires. Bien que ses troupes sont fatiguées, Won Gyun ordonne l'attaque. Au moment de l'attaque, un commandant nommé Bae Seol se retire rapidement avec les 13 navires sous son commandement, connaissant à l'avance l'issue de la bataille à venir. Fait notable, ce sont ces 13 navires que l'amiral Yi utilisera pour vaincre les Japonais dans le détroit de Myeongnyang après sa réintégration. (Le commandant Bae Seol déserte de nouveau avec son seul navire avant la bataille). Les Coréens avancent rapidement avec guère de stratégie quand les Japonais ripostent avec leurs arquebuses. Ils détruisent au moins 30 navires coréens en s'approchant d'eux et sautent à bord pour commencer le combat de mêlée. Les Coréens n'ont aucune possibilité de tirer avec des canons.
Won Gyun fait retraite vers l'île Gadeok voisine tout en subissant encore plus de dégâts à ses navires. Apparemment, l'île Gadeok est sous contrôle japonais et quand Won Gyun débarque avec ses troupes à la recherche de nourriture et de fournitures, Chikushi Hirokado, le commandant japonais du fort et de l'île, attaque les Coréens et tue 400 de leurs marins. Won Gyun recule rapidement et quitte l'île Gadeok.
Les Japonais sont surpris par cette pitoyable performance de la marine coréenne et décident immédiatement d'attaquer les Coréens de nuit. C'est un désastre pour les Coréens et les Japonais utilisent leur attaque traditionnelle par grappins suivie d'un abordage pour submerger les Coréens. L'amiral Yi a toujours conservé le dessus en bombardant les Japonais à distance, mais Won Gyun leur a permis d'attaquer les Coréens avec des épées et des lances. Après une attaque surprise, 200 panokseons et d'autres navires coréens sont coulés par le fond. Choqué par cette attaque, Won Gyun se retire rapidement de nouveau alors que les Coréens sont à la peine.
Won Gyun et Yi Eok-gi, un autre général, se débattent pour aborder sur une île voisine avec quelques survivants. Mais là aussi se trouve un autre fort avec une garnison de soldats japonais qui se précipitent dehors et tuent tous les Coréens, y compris Won Gyun et Yi Eok-gi.

## Conséquences
La bataille de Chilcheollyang a pour conséquence la destruction de la marine coréenne et une énorme perte de vies. Quand le roi Seonjo et la cour coréenne apprennent l'issue de la bataille le 22 juillet, ils sont choqués et désemparés. Ils amnistient l'amiral Yi (qui a passé un certain temps en tant que simple soldat sous les ordres du général Gwon Yul), et le réinstallent le même jour commandant de la désormais petite et faible flotte coréenne. Avec seulement 200 hommes et les 13 navires avec lesquels Bae Seol a fui, l'amiral Yi doit à présent combattre les Japonais dans un rapport de forces écrasant contre lui.
Bien qu'il soit en énorme infériorité numérique, l'amiral Yi est un héros et vainqueur de la bataille de Myong-Yang quand il détruit 31 navires de la flotte japonaise (qui en engage 333) avec seulement 13 navires (moins le navire commandé par le capitaine Bae Seol à nouveau en fuite).
La conséquence immédiate de cette défaite des Coréens est un effondrement quasi complet des défenses alliées dans le sud de la Corée, sur lesquelles les forces japonaises sont désormais en mesure d'avancer soudainement sans avoir à se soucier de leur logistique détruite par la marine coréenne. Des forteresses défensives clés du sud tels que Namwon sont laissées complètement exposées par les Coréens.
En quelques semaines, les forces japonaises occupent une grande partie de la province du Jeolla du Sud, cernent la forteresse de Namwon puis s'en emparent à l'issue du siège de Namwon qui suit.